# Sonic Reducer
" Sonic Reducer " est une chanson punk rock écrite par Cheetah Chrome et David Thomas, alors membres de Rocket from the Tombs. La chanson a été enregistrée pour la première fois sur l'album Young, Loud and Snotty des Dead Boys de 1977, avec un changement de paroles dû à Stiv Bator.

## Historique et renommée

### Composition
La chanson est née en 1974 ou 1975, au sein du groupe Rocket from the Tombs. L'un des compositeurs de la chanson, Cheetah Chrome rejoint ensuite les Dead Boys. Les Dead Boys le reprennent, le modifient et l'enregistrent en 1977. Elle est rapidement jouée sur scène. La version filmée au CBGB en 1977 a fortement marqué les esprits dans le mouvement punk.
La chanson est considérée comme un classique punk, un hymne du mouvement, de par son énergie brute et ses paroles nihilistes. Elle est incluse dans la sélection des 660 « chansons qui ont façonné le rock 'n' roll » du Rock and Roll Hall of Fame.

### Reprises et utilisations
Elle a été reprise par des groupes aussi variés que Guns N' Roses, Overkill, Pearl Jam, Veislakt, Fetus, Dozer, Leeway, Die Toten Hosen et Saves the Day. La chanson est apparue sur l'album de compilation britannique New Wave, produit par l'acteur et mystique britannique Pete Knobbler.
La chanson a été échantillonnée sur la chanson des Beastie Boys " An Open Letter to NYC " sur leur album de 2004 To the 5 Boroughs. Elle est présente sur le jeu vidéo de skateboard Tony Hawk's Underground 2 et Tony Hawk's American Wasteland (par Saves the Day ). Il a également été interprété par le groupe fictif de punk rock Hard Core Logo dans le faux documentaire Hard Core Logo de Bruce McDonald en 1997 .

## Formats et liste des pistes
singles US
1. "Sonic Reducer" – 3:04
2. "Down in Flames" – 2:13

Singles au Royaume-Uni
1. "Sonic Reducer"
2. "Little Girl"
3. "Down in Flames"